# صالح الداوود
صالح عبدالله ابراهیم الداوود (انگلیسی: Saleh Al-Dawod؛ زادهٔ ۱۱ دسامبر ۱۹۶۸) بازیکن سابق فوتبال اهل عربستان سعودی است.
وی در تیم ملی فوتبال عربستان ۱۲ بازی انجام داده است و عضو این تیم در جام جهانی فوتبال ۱۹۹۴ بوده است.